# 中野区立北中野中学校
中野区立北中野中学校（なかのくりつ きたなかのちゅうがっこう）は、東京都中野区上鷺宮五丁目にある公立中学校。中野区で最後にできた中学校である。中野区では中学校の統廃合が進められているが当校はその対象に現在のところ入っていない（2008年4月に中野区の学校再編計画により統廃合が行われ統合新校、中野区立緑野中学校が開校した）。

## 概要
- 生徒は主に同区立の武蔵台小学校・上鷺宮小学校・西中野小学校の出身者で構成される。
- 通称は「北中」（きたちゅう）。
- 2006年度から2学期制を導入。

## 沿革

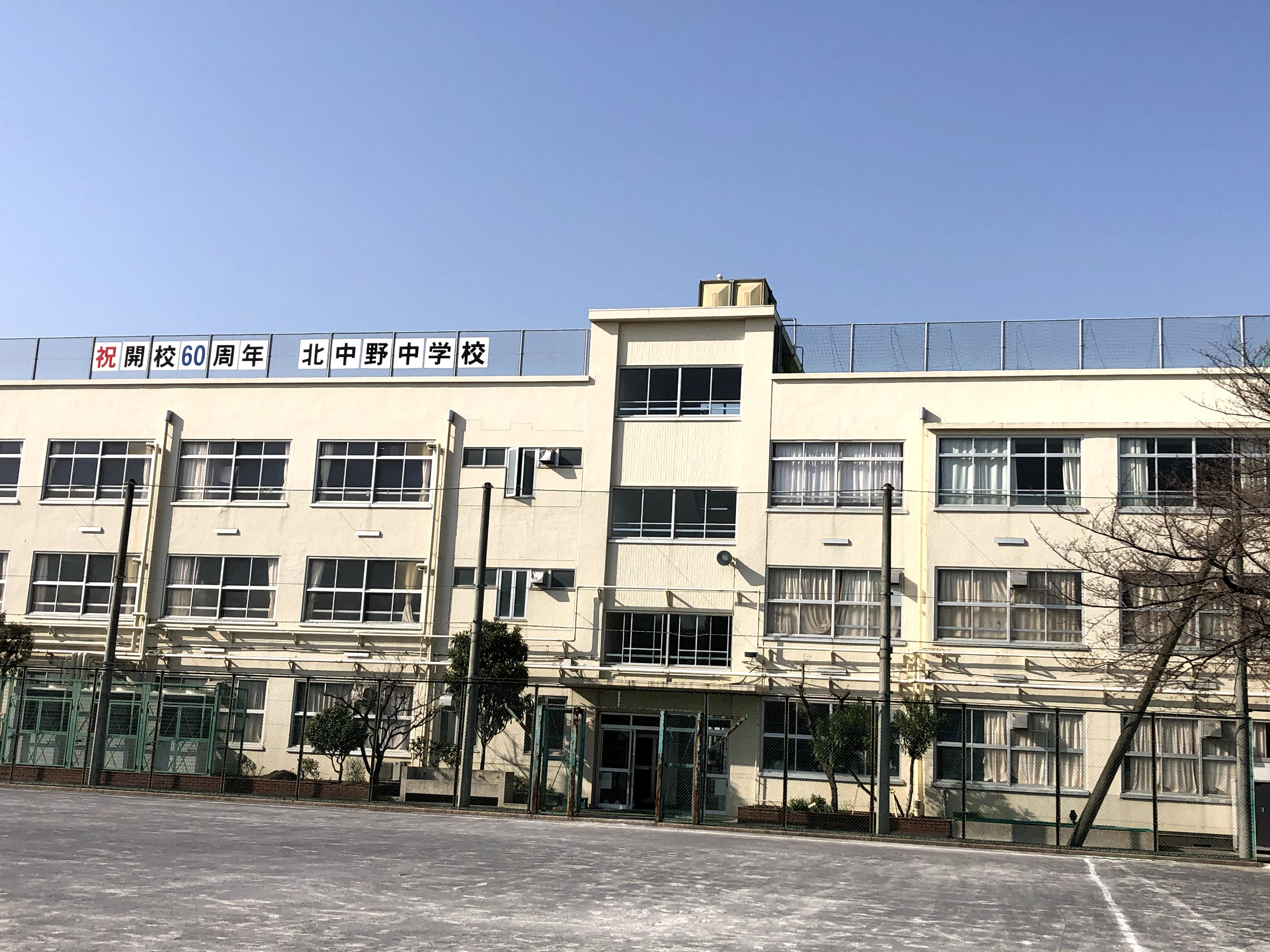
創立60周年を迎えた校舎

- 1960年（昭和35年） - 中野区立第八中学校分校として設置
- 1961年（昭和36年） - 中野区立北中野中学校として独立
- 1962年（昭和37年） - 体育館竣工
- 1975年（昭和49年） - クラブハウス竣工
- 1980年（昭和55年） - 男子バスケットボール部全国大会出場
- 1989年（平成元年） - 改修工事（校庭・木床化・校門）完了
- 2003年（平成15年） - 普通教室空調工事完成
- 2006年（平成18年） - 2学期制を導入
- 2007年（平成19年） - 公式HP開設
- 2008年（平成20年） - 第47回卒業式において卒業生が1万人を突破
- 2011年（平成23年） - 開校50周年記念式典開催（10月29日）

## 設備
- 普通教室にもエアコンと扇風機が設置されている。
- 段差にはスロープ、階段には手すりが設置されており、バリアフリー化が進められている。
- 増改築・改修工事を繰り返しているものの、全体的に老朽化が進んでいる。

## 交通
- 最寄り駅は西武鉄道新宿線 下井草駅と西武鉄道池袋線 富士見台駅。どちらの駅からも徒歩10分以上。
- 正門は新青梅街道に面しており、K01・K02のバス停がある。

## 著名な出身者
- ひし美ゆり子（女優）
- 谷隼人（俳優）
- 斉藤清貴（写真家）
- 奥野敦子（歌手、ギタリスト、画家。「ジューシィ・フルーツ」の「イリア」として広く知られる）
- 吉元潤子（元テレビ朝日アナウンサー）
- 笛木優子（女優。韓国での芸名は「ユミン」（유민））
- 山口貴弘（元サッカー選手）
- 城戸かれん（ヴァイオリニスト）
- 川島章良（お笑い芸人：はんにゃ）
- 津島成規（声優）
- 木南了（社会人野球選手）
- 清水和也（フットサル選手。フウガドールすみだ、フットサル日本代表）
- 豊島翔平（ラグビーワールドカップセブンズ2013日本代表）
- 塩崎優衣（女子ラグビーワールドカップ2017年度女子日本代表）
- 小西想羅（15人制2021年度女子日本代表）
- 潮田洋一郎（実業家、元LIXILグループ会長） ※暁星中学校より転入